# Caridina parvocula
Caridina parvocula is een garnalensoort uit de familie van de Atyidae. De wetenschappelijke naam van de soort is voor het eerst geldig gepubliceerd in 1984 door Gurney.